# بخش لئال
بخش لئال (به اسپانیایی: Departamento Leales) یک منطقهٔ مسکونی در آرژانتین است که در استان توکومان واقع شده‌است. بخش لئال ۲٬۰۲۷ کیلومتر مربع مساحت و ۵۱٬۰۹۰ نفر جمعیت دارد.